# María Belén Carro
María Belén Carro Marquez de Acuña (15 de marzo de 1999, Madrid, España) es una jugadora de vóley playa española. A lo largo de su trayectoria fue capaz de conseguir ganar hasta cuatro veces el Campeonato de España en 2021, 2022, 2023 y 2024, siendo también campeona en cuatro ocasiones de la Copa de la Reina de Vóley Playa, en la que ostenta el récord de campeonatos. Además, se ha proclamado campeona una vez de una prueba del VW Beach Pro Tour y fue en el Futures de Madrid en 2021.
También es conocida por ser la hermana de la también jugadora de vóley playa, Marta Carro.

## Carrera
Paula Soria fue su compañera desde 2018, con quien alcanzó el subcampeonato del Mundial Universitario de Voley Playa de Múnich (Alemania) y obtuvo sendas medallas de plata en los torneos World Tour 1 Estrella de Manila (Filipinas) y Bangkok (Tailandia). El equipo formado junto a Carro representó a España en los Juegos Mediterráneos de Tarragona, donde ganaron la medalla de oro. En el Campeonato de Europa de 2019 en Moscú, Carro y Soria fueron eliminadas después de la ronda preliminar. El mejor resultado en el Circuito Mundial FIVB 2019 fue un cuarto lugar en el torneo World Tour 3 Estrellas de Kuala Lumpur (Malasia).
Desde 2024 anunció que iba a jugar con Sofía González como pareja con la que debutó en el Futures de Madrid en el que alcanzaron los cuartos de final. Un campeonato que les sirvió de preparación para tratar de llegar con buen ritmo al Europeo en el que cayeron en fase de grupos. Ya en el Futures de Castellón que se empezó a disputar ese mismo año, se quedaron a la puerta de las semifinales cayendo en cuartos de final frente a las francesas Elsa Descamps y Novelas Sobezalz, a la postre subcampeonas de aquel campeonato.

## Beach Pro Tour
| Leyenda           |
| BPT Finals (0)    |
| BPT Elite 16 (1)  |
| BPT Challenge (1) |
| BPT Futures (0)   |

| N.º | Fecha                    | Torneo | Pareja      | Oponentes en la final     | Resultado          |
| --- | ------------------------ | ------ | ----------- | ------------------------- | ------------------ |
| 1.  | 19 de septiembre de 2021 | Madrid | Paula Soria | Tjasa Kotnik Tajda Lovsin | 2-0 (21-14, 21-15) |

Finalista (1)
| N.º | Fecha             | Torneo   | Pareja      | Oponentes en la final   | Resultado                 |
| --- | ----------------- | -------- | ----------- | ----------------------- | ------------------------- |
| 1.  | 3 de mayo de 2025 | Valencia | Paula Soria | Saofé Duval Anouk Dupin | 1-2 (17-21, 21-15, 18-20) |